# The Sins That Ye Sin
Pour plus de détails, voir Fiche technique et Distribution.
The Sins That Ye Sin est un film muet américain réalisé par Otis Thayer et sorti en 1915.

## Fiche technique
- Titre : The Sins That Ye Sin
- Réalisation : Otis Thayer
- Scénario : William V. Mong
- Producteur :
- Société de production : Pike's Peak Photoplay Company
- Société de distribution : Associated Film Sales Corp.
- Pays d'origine :  États-Unis
- Langue : film muet avec les intertitres en anglais
- Métrage
- Format : Noir et blanc — 35 mm — 1,33:1 — Muet
- Genre : Film dramatique
- Durée :
- Dates de sortie : 
  -  États-Unis : novembre 1915

## Distribution
- Gertrude Bondhill